# Hubertus Büschel
Hubertus Büschel (* 1969 in Weidach) ist ein deutscher Historiker.

## Leben
Er studierte Geschichte, Latein und Germanistik in München und Berlin. Von 2001 bis 2004 war er wissenschaftlicher Mitarbeiter und Doktorand am Max-Planck-Institut für Geschichte. Nach der Promotion in Göttingen 2004 lehrte er von 2009 bis 2015 als Juniorprofessor für Kulturgeschichte an der Justus-Liebig-Universität Gießen und am International Graduate Centre for the Study of Culture. Nach der Habilitation in Gießen 2012 erhielt er 2015 ein Heisenberg-Stipendium der Deutschen Forschungsgemeinschaft. Von 2015 bis 2019 war er Lehrstuhlinhaber für Zeitgeschichte an der Universität Groningen. Seit 2019 lehrt er als Professor für Neuere und Neueste Geschichte an der Universität Kassel.
Büschels Studie Hitlers adliger Diplomat (2016) war Gegenstand einer Kontroverse. Karina Urbach und der fränkische Regionalhistoriker Harald Sandner warfen ihm vor, Hilfestellung nicht honoriert und umfangreiches Material ohne ausreichende Kennzeichnung aus ihren Werken übernommen zu haben.

## Schriften (Auswahl)
- Untertanenliebe. Der Kult um deutsche Monarchen 1770–1830. Göttingen 2006, ISBN 3-525-35875-X.
- als Herausgeber mit Daniel Speich: Entwicklungswelten. Zur Globalgeschichte der Entwicklungszusammenarbeit. Frankfurt am Main 2009, ISBN 3-593-39015-9.
- Hilfe zur Selbsthilfe. Deutsche Entwicklungsarbeit in Afrika 1960–1975. Frankfurt am Main 2014, ISBN 978-3-593-50074-4.
- Hitlers adliger Diplomat. Der Herzog von Coburg und das Dritte Reich. Frankfurt am Main 2016, ISBN 3-10-002261-0.